# Рупърт Холаус
Рупърт Холаус (4 септември 1931 г. – 11 септември 1954 г.) е мотоциклетист от Гран При на Австрия, който се състезава за фабричния състезателен отбор на NSU. Той е единственият австриец, спечелил световен шампионат по шосейни състезания и първият състезател, който го направи посмъртно.